# كويست (سيجارة)
كويست هي علامة أمريكية لصناعة السجائر أسست عن طريق مجموعة ڤِكتور للسجائر في الولايات المتحدة، في الفترة بين 2002-2010. كانت تستخدم نباتات التبغ المعدلة وراثيًا. كانت منتجاتها متوفرة على هيئة ثلاثة إصدارات: كويست 1، كويست 2، و كويست 3.
كل إصدار كان يحتوي على كمية مختلفة من النيكوتين. كويست 1 كان يحتوي 0.6 مغ من النيكوتين. كويست ٢ كان يحتوي 0.3 مغ من النيكوتين. كويست 3 كان يحتوي كمية ضئيلة من النيكوتين قرابة 0.05 مغ. أكَّدت الشركة المُصَنِّعة أن سجائر كويست تحتوي على جميع المواد المسرطنة الغير صحية التي تمتلك نفس الأعراض السلبية للسجائر العادية. باستثناء تقليل كمية النيكوتين.